# フェニルアラニンtRNAリガーゼ
フェニルアラニンtRNAリガーゼ(Phenylalanine—tRNA ligase、EC 6.1.1.20)は、以下の化学反応を触媒する酵素である。
ATP + L-フェニルアラニン + tRNAPhe{\displaystyle \rightleftharpoons }AMP + 二リン酸 + L-フェニルアラニルtRNAPhe
従って、この酵素は、ATPとL-フェニルアラニンとtRNAPheの3つの基質、AMPと二リン酸とL-フェニルアラニルtRNAPheの3つの生成物を持つ。
この酵素はリガーゼに分類され、特にアミノアシルtRNAと関連化合物に炭素-酸素結合を形成する。系統名はL-フェニルアラニン:tRNAPheリガーゼ(AMP生成)(L-phenylalanine:tRNAPhe ligase (AMP-forming))である。フェニルアラニルtRNAシンターゼ、フェニルアラニントランスラーゼ、PheRS等とも呼ばれる。この酵素は、フェニルアラニン、チロシン、トリプトファンの生合成及びアミノアシルtRNAの生合成に関与している。
フェニルアラニンtRNAリガーゼは、アミノアシルtRNA合成酵素の中で最も複雑な酵素であることが知られている。細菌及びミトコンドリアのフェニルアラニンtRNAリガーゼは、挿入のないα+βモチーフを持つフェレドキシンフォールドのアンチコドン結合(FDX-ACB)ドメインを共有している。FDX-ACBドメインは、2つのαヘリックスを含む4鎖の逆平行βシートから構成される典型的なRNA認識フォールド(RRM)を示す。

## 構造
2007年末時点で、10個の構造が解かれている。蛋白質構造データバンクのコードは、1B70、1B7Y、1EIY、1JJC、1PYS、2AKW、2ALY、2AMC、2CXI、2IY5である。

## 関連文献
- Stulberg MP (1967). “The isolation and properties of phenylalanyl ribonucleic acid synthetase from Escherichia coli B”. J. Biol. Chem. 242 (5):  1060–4. PMID 5335910.